# Sebastian Urzendowsky
Sebastian Urzendowsky (Berlín, 28 de mayo de 1985) es un actor alemán.

## Biografía
Sebastian Urzendowsky fue descubierto como actor durante su periodo escolar y actuó en 1998 en Hendrik Handloegtens, fue premiado por la película
Paul is Dead, en el que interpretaba el papel de Tobias. Desde entonces ha aparecido en diversos papeles en televisión, actuando en Schimanski, como Asyl hijo del asesino Juergen Bartsch y Oliver Storzs drama-político 'Im Schatten der Macht, interpreta al hijo del espía Günter Guillaume. En Guter Junge, el interpreta junto a Klaus J. Behrendt, quien esconde un secreto perturbador. Sebastian Urzendowsky también ha trabajado en producciones cinematográficas, con directores de rebombre como Dominik Graf en Der Felsen, Hans-Christian Schmid. En 2008, actuó en Anonyma – Eine Frau in Berlin interpretando el papel de un joven soldado.
Sebastian Urzendowsky vive en Berlín, donde estudió en la Universidad de las Artes de Berlín.

## Filmografía
- 2000: Paul is Dead, (Regie: Hendrik Handloegten)
- 2001: Der Zimmerspringbrunnen (Regie: Peter Timm)
- 2001: Tatort – Gewaltfieber (TV, Regie: Martin Eigler)
- 2002: Der Felsen (Regie: Dominik Graf)
- 2002: Ein Leben lang kurze Hosen tragen (Regie: Kai S. Pieck)
- 2002: Schimanski - Asyl (TV, Regie: Edward Berger)
- 2003: Lichter (Regie: Hans-Christian Schmid)
- 2003: Im Schatten der Macht (TV, Regie: Oliver Storz)
- 2004: Das blaue Wunder (Regie: Peter Kahane)
- 2005: Nimm dir dein Leben (Regie: Sabine Michel)
- 2006: Pingpong (Regie: Matthias Luthardt)
- 2006: Drei Schwestern made in Germany (TV, Regie: Oliver Storz)
- 2006: Schwesterherz (Regie: Ed Herzog)
- 2007: Die Fälscher (Regie: Stefan Ruzowitzky)
- 2007: Teufelsbraten (TV, Regie: Hermine Huntgeburth)
- 2007: Einfache Leute (TV, Regie: Thorsten Näter)
- 2008: Guter Junge (TV, Regie: Torsten C. Fischer)
- 2008: Anonyma - Eine Frau in Berlin (Regie: Max Färberböck)
- 2009: Es kommt der Tag (Regie: Susanne Schneider)
- 2009: Berlin 36 (Regie: Kaspar Heidelbach)
- 2010: Die Blaue Periode (Kurzfilm, Regie: Sergej Moya)
- 2011: Un amour de jeunesse
- 2014: Tierra de tormentas (Land of Storms)
- 2016: NSU: Historia Alemana X como Uwe Böhnhardt

## Premios
- 2010: Film festival Max Ophüls Preis – Bester Nachwuchsdarsteller `por Die Blaue Periode (Mejor Actor por Período Azul)